# Eulàlia Torras de Beà
Eulàlia Torras de Beà (Patagonia, 1930) es doctora en Medicina y Cirugía. Es psiquiatra, psicoanalista y docente catalana. Fue creadora del primer Servicio de Psiquiatría Infantil de orientación psicodinámica en la ciudad de Barcelona Es autora de numerosos libros y artículos sobre psicoanálisis, asistencia pública, sobre trastornos en niños, adolescentes y sus familias, y sobre diferentes formas de tratamiento. Además ha escrito libros para padres.

## Biografía

### Primeros años
Nació en 1930 de padres catalanes en la Patagonia. Su familia regresó a Barcelona antes de que ella cumpliera un año. Pasó sus primeros cinco años en Barcelona antes de que su familia regresará a Argentina en 1936. Allí se crio en Buenos Aires durante la guerra civil española y la Segunda Guerra Mundial. Era la mayor de cinco hermanos. La familia mantuvo el catalán en Argentina. [1]

### Estudios e influencias
Torras de Bea proviene de una línea familiar de médicos en los dos lados de la familia (Armangue y Torras). Un tío, Óscar Torras, que era director del Institut Mental de la Santa Creu en Barcelona, le ayudó a volver a Barcelona para estudiar medicina. A los 18 años, volvió a Barcelona durante el Franquismo y se formó en Psiquiatría en el Hospital de la Santa Cruz y San Pablo. Su tío le presentó a su futuro marido Josep Bea, quien también se formó en psiquiatría. Se casaron cuando Torras terminó su cuarto curso de Medicina. Por la plaza de médico interno del marido, se fueron a vivir unos años en el Instituto Mental de la Santa Creu. La pareja tuvo tres hijos.
Empezó en el Hospital de San Pablo bajo Lluis Folch i Camarasa quien la presentó a Julia Coromines. Analizó con Pere Bofil de la nueva formada Sociedad Española de Psicoanálisis. Entre otros, fue supervisada por Donald Meltzer, Herbert Rosenfeld y Esther Bick. Le interesó mucho la teoría de la Melanie Klein y lo encontró útil para la clínica. Fue invitada y participó en grupos didácticos con psicoanalistas mayores e internacionales con un grupo llamada CAPS, Center Advance Psychoanalytic Studies. Torras de Beà tiene especialización en niños y adolescentes.

## Carrera
Trabajó bajo Julia Coromines, en el Centro Piloto de Parálisis Cerebral. Ha sido miembro de la Sociedad Española de Psicoanálisis, filial de la International Psychoanalytical Association. En 1969 empezó la actividad asistencial desde el Servicio de Psiquiatría y Psicología del Niño y del Adolescente, del Hospital de la Cruz Roja de Barcelona. Empezó a impulsar el desarrollo de grupos de niños y grupos de padres y madres. Fue influyente en la evolución y cambio de técnica de tratamiento en los grupos. En 1990, el Servicio de Psiquiatría se convirtió en la Fundación Eulalia Torras de Bea (FETB), formando parte de la red de servicios públicos. Ha sido docente y supervisora en distintas instituciones como la FETB, Fundación Vidal y Barraquer, La Fundación, Orienta, la Fundación Sant Pere Claver, la ACPP, el CEPP, y el Instituto de Psicoanálisis. También ha participado como conferenciante en numerosos congresos y jornadas nacionales e internacionales.
Además de la docencia, es autora de numerosos libros y artículos sobre psicoanálisis, asistencia pública, sobre trastornos en niños, adolescentes y sus familias, y sobre diferentes formas de tratamiento. tanto como sobre la crianza de los hijos. Se conoce por su posición sobre la crianza de bebés en casa, en lugar de en guarderías. y como parte de un grupo que promueve prolongar permiso laboral por maternidad/paternidad.

### Libros publicados
Dislexia, Aprendizaje, Pensamiento, (1977)
Qué es ser niño, Barcelona, (1977)
Entrevista y diagnóstico, en psiquiatría infantil psicoanalítica, (1991)
Grupos de Hijos y de Padres en Psiquiatría Infantil Psicoanalítica, (1996)
Dislexia en el desarrollo psíquico: su psicodinámica, (2002)
Dra. Eulàlia Torras de Beà. La mejor guardería, tu casa. Criar saludablemente a un bebé. (2010)
Dislexia, Una comprensión de los trastornos de aprendizaje. (2011)
Normalidad, Psicopatología y Tratamiento en niños adolescentes y familia. (reeditada en 2012 por Ed. Octaedro)
La mejor guardería, tu casa. Criar saludablemente un bebé. (2010)
Entrevista y diagnóstico en psiquiatría y psicología infantil psicoanalítica. (2014)
Aprovecha el tiempo con tu hijo: Cómo tomar la mejor decisión sobre el cuidado del bebé (2016)

#### Colaboraciones
Elementos psicoterapéuticos. De la primera entrevista al alta. (con Montaner, A. 2010 reeditada en 2012)
Adopción e identidades. Cultura y raza en la integración familiar y social. Barcelona: (con Ruiz M., Bea, N., Ontiveros, C., Ruiz, M. J. 2011).
Adopción e identidades. Cultura y raza en la integración familiar y social. (con Montserrat Rius, Núria Beà, Cesarina Ontiveros, M.ª José Ruiz 2011).